# Петро Порошенко
Петро̀ Олексѝйович Порошѐнко (на украински: Петро Олексійович Порошенко) е украински политик (5-ти президент на Украйна), бизнесмен, милиардер.
Той е 7-ият сред украинците със състояние от 1,3 милиарда щ. дол. според оценка на Forbes от март 2014 г.

## Ранни години
Роден е в Болград на 26 септември 1965 г. Родителите му са Евхения Серхийивна Порошенко (1940 – 2004 г.), работила като главен счетоводител, и Олексий Михайлович Порошенко, инженер-механик, завършил (1959) Лвовския селскостопански институт и работил (1959 – 1974) в Болград като главен инженер на районното обединение „Селхозтехника“.
От 10-годишен се занимава с джудо, изпълява изисквания норматив и е удостоен със званието „кандидат-майстор на спорта на СССР“.. Като юноша практикува и самбо. Служи 2 години в Съветската армия.
Завършва специалност „Международни икономически отношения“ във Факултета по международни отношения и международно право на Киевския университет „Тарас Шевченко“ през 1989 г.

## Политическа кариера
- Гласували за Порошенко, 25.05.2014
- Порошенко в Мелитопол
- Мария и Петро Порошенко

### Депутат и министър
Депутат е във Върховната рада (парламента) на Украйна от 1998 до 2005 г. и от 2006 до 2007 г.; секретар на Съвета на националната сигурност и отбрана от февруари до септември 2005 г. В периода 2007 – 2012 г. е начело на Националната банка на Украйна. Бил е министър на икономическото развитие и търговията на Украйна (2012 г.) и министър на външните работи на Украйна (2009 – 2010 г.).

### Президентство
Участва в президентските избори през пролетта на 2014 г. Действа в съюз с Виталий Кличко (обявено на 29 март 2014 г. на конгреса на УДАР). Слоганът на кампанията на Порошенко е „Живот по нов начин“. В първия тур набира 54,7 % от гласовете на избирателите, като става първият украински президент, спечелил изборите в 1 тур.
На 7 юни с.г. се заклева за президент на Украйна. Същия ден става върховен главнокомандващ на въоръжените сили на Украйна.
През септември 2015 г. забранява на 388 политици и журналисти, между които Елена Йончева, да влизат в страната за срок от 1 година.

## Бизнес кариера
След като получава висшето си образование, Порошенко започва собствен бизнес по внос и продажба на какао. През 1990-те години купува няколко предприятия за сладкарски изделия. Впоследствие ги обединява в групата „Рошен“, която става най-големия производител на захарни изделия в Украйна. Създадените от него предприятия на сладкарската промишленост му донасят голямо състояние и прозвището Шоколаденият крал.